# Albert Fitch Bellows

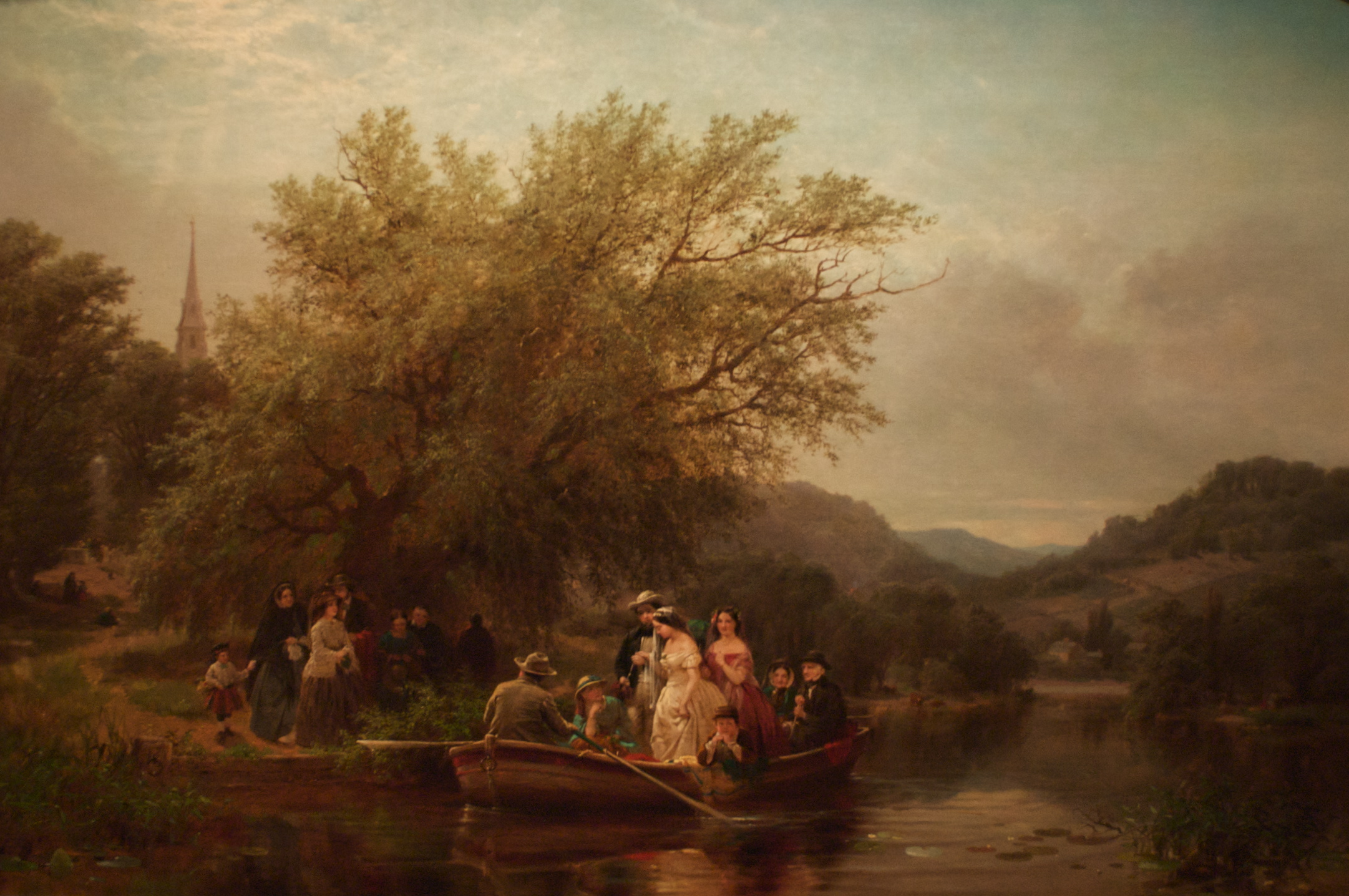
Life's Day or Three Times Across the River: Noon (The Wedding Party), 1861.

Albert Fitch Bellows, né le 20 novembre 1829 à Milford dans le Massachusetts et mort le 24 novembre 1883 à Auburndale dans le même État, est un peintre paysagiste américain.

## Biographie
Albert Fitch Bellows naît le 20 novembre 1829 à Milford dans le Massachusetts. Il étudie d'abord l'architecture, puis se tourne vers la peinture, et travaille à Paris et à l'Académie royale des beaux-arts d'Anvers. Il peint beaucoup en Angleterre ; il est membre de l'Académie américaine des beaux-arts, et de l'American Water Color Society, New York ; et membre honoraire de la Royal Belgian Society of Water-Colourists. Ses premières œuvres sont des œuvres de genre, réalisées à l'huile ; après 1865, il utilise de plus en plus exclusivement l'aquarelle et peint des paysages. Parmi ses aquarelles, citons Afternoon in Surrey (1868), Sunday in Devonshire (1876), exposée à l'exposition de Philadelphie, New England Village School (1878) et The Parsonage (1879). Il  meurt le 24 novembre 1883 à Auburndale dans le Massachusetts.

## Musées et collections publiques
- Musée national des beaux-arts du Québec, Le Soir, sur le lac Memphrémagog, huile sur toile, 1863[2]